# Ямище (Островский район)
Ямище — деревня в Островском районе Псковской области. Входит в состав Воронцовской волости.
Расположена в 23 км к востоку от города Остров и в 3 км к северу от волостного центра, села Воронцово.
Численность населения деревни по состоянию на 2000 год составляет 15 жителей.